# 第二次世界大戦中のダブリン空襲
第二次世界大戦中のダブリン空襲（だいにじたいせんちゅうのダブリンくうしゅう）では、第二次世界大戦中にアイルランド共和国の首都ダブリンにドイツ空軍が実施した空襲について説明する。なお、アイルランドは当時中立国であった。

## 概要
空襲がはじめて行われたのは、1941年1月2日早朝のことで、ダブリン南部のテレニュア地区にドイツ軍が爆弾を投下した。翌1月3日早朝、ダブリン南部のサウス・サーキュラー・ロード地区にあるドノア・テラスの軒並みが、ドイツ軍による爆撃を受けた。これらの爆撃では多数の負傷者が出たが、死者は出なかった。その後、1941年5月31日には、ダブリン北部にドイツ軍の爆弾が4発落ち、その内1発が大統領官邸であるアーレス・アン・ウフタラーンに被害を与えたが、最も大きな被害を受けたのはノース・ストランド地区で、28人が死亡した
第二次世界大戦中、ドイツ空軍による初のアイルランド共和国本土への爆撃は、ダブリンへの空襲からさかのぼること数ヶ月前の1940年8月26日、ウェックスフォード県キャンパイルで行われ、3名の死者を出している。

## 背景
第二次世界大戦が始まると、アイルランドは中立の立場をとり「非常事態」を宣言した。1940年7月までに、ドイツはポーランド、デンマーク、ノルウェーを軍事的に制圧（ヴェーザー演習作戦も参照）、ルクセンブルグ、ベルギー、オランダ、フランスを制圧した後（ナチス・ドイツのフランス侵攻も参照）、イギリスはイギリス連邦・イギリス帝国と共に単独でナチス・ドイツに立ち向かっていた。 1941年5月までに、ドイツ空軍は北アイルランドのベルファストを含む数多くのイギリスの都市を爆撃した（バトル・オブ・ブリテン、ザ・ブリッツも参照）。 イギリスの一部である北アイルランドは戦時下にあったが、独立国のアイルランドは中立の立場をとっていた。1941年6月下旬にバルバロッサ作戦が開始されると、イギリスを目標としたドイツの無差別爆撃は減少した。

## ドイツによるアイルランド空襲の年表
アイルランドは中立国であるにもかかわらず、複数回の爆撃を経験した：
- 1940年8月26日: ドイツによる昼の空襲で5発の爆弾がウェックスフォード県に投下され、その内1発がキャンパイル（英語版）のシュルボーン酪農組合乳業工場に命中し、3人が死亡した[10]。 1943年、ドイツ政府は9,000ポンドの賠償金を支払った[11][12]。
- 1940年12月20日: 19時30分頃、ダン・レアリー近郊のグラススール（英語版）に2発の爆弾が落ち（1発目はロスミーン・パークとサマーヒル・ロードの交差点、2発目はロスミーン・パークとロスミーン・ガーデンの間）、3人が負傷した。その約30分後には、モナハン県のカリックマクロス（英語版）付近に3発目の爆弾が落ち、1人が軽傷を負った[13][14]。
- 1941年1月1日-2日: ミーズ県、カーロウ県、キルデア県、ウィックロー県、ウェックスフォード県、ダブリン県に爆弾が落とされた[15]。 ミーズ県ではデュリーク（英語版）に5発、ジュリアンズタウン（英語版）に3発の爆弾が落ちたが、死傷者は出なかった[16][17]。カーロウ県ではノックロー（英語版）の住宅が破壊され、3人が死亡、2人が負傷した[15][18]。キルデアでは3発の高性能爆弾と多数の焼夷弾がカーラ（英語版）地区に落ち、ウィックローのエニスケリー付近では2発の機雷がパラシュートで投下された。ウェックスフォードのバリーマーン（英語版）ではドイツ軍の爆弾が3発落ちたが、死傷者はなかった[15]。ダブリンではテレニュア（英語版）にドイツ軍の爆弾が落ち、2発はラスダウン・パークに、別の2発はフォートフィールド・ロードとラヴァーナ・グローブに落ちた[1]。負傷者が出たが死者はなかった。
- 1941年1月3日: ダブリンは再びドイツ空軍による空襲を受け、サウス・サーキュラー・ロード（英語版）のドノア・テラスに爆弾が落ち、20名が負傷したが、死者はなかった[2][3]。
- 1941年5月31日: ダブリン北部のノース・ストランド（英語版）地区にドイツ軍の爆弾4発が落ちて28人が死亡し、空襲の中で最多の犠牲者がでた[4][5][19][20][8]。
- 1941年6月2日: アークロー（英語版）がドイツ空軍の爆撃を受けたが、死傷者は出なかった[19]。
- 1941年7月24日: ダンドークに爆弾が落ちたが、被害は軽微で死傷者は出なかった[21]。

### ブラックロック島への空襲
キャンパイル空襲の6日前にあたる1940年8月20日、ドイツの爆撃機がメイヨー県のブラックロック島を機銃掃射し、灯台の数枚のランタン板と屋根に損害を与えた。

## ダブリン空襲

### テレニュア
1941年1月2日の午前10時頃、テレニュアのラスダウン・パークに2発の爆弾が投下された。1発目の爆弾は、ラスダウン・パークとラスファーナム・ロードの角にある家の裏の柔らかな地面に落ちて、巨大なクレーターを作ったが、それ以外の被害はほとんどなかった。2発目は、ラスダウン・パークの25番地と27番地の家の裏に落ちて、両方の家とも破壊され、近隣の多くの家屋にも被害が及んだ。その他に2発の爆弾が、キメージ交差点の近くのラヴァーナ・グローブとフォートフィールド・ロードの角に投下された。まだ、ラヴァーナ・グローブは建設中であり、爆弾が未完成の部分に落下したため、被害はほとんどなく、1人が負傷したのみで人命が失われる事はなかった。

### ドノア・テラス
1941年1月3日の朝4時前、ダブリンのサウス・サーキュラー・ロード地区にあるドノア・テラス91番地と93番地の家屋の後部に爆弾が落ちた。 3軒の住宅が破壊され、約50軒の住宅が被害を受けた。 その他ドノア長老派教会と付属学校、ユダヤ教のシナゴーグも被害を受けた。20人の負傷者を出したが、人命は失われなかった。

### ノース・ストランド

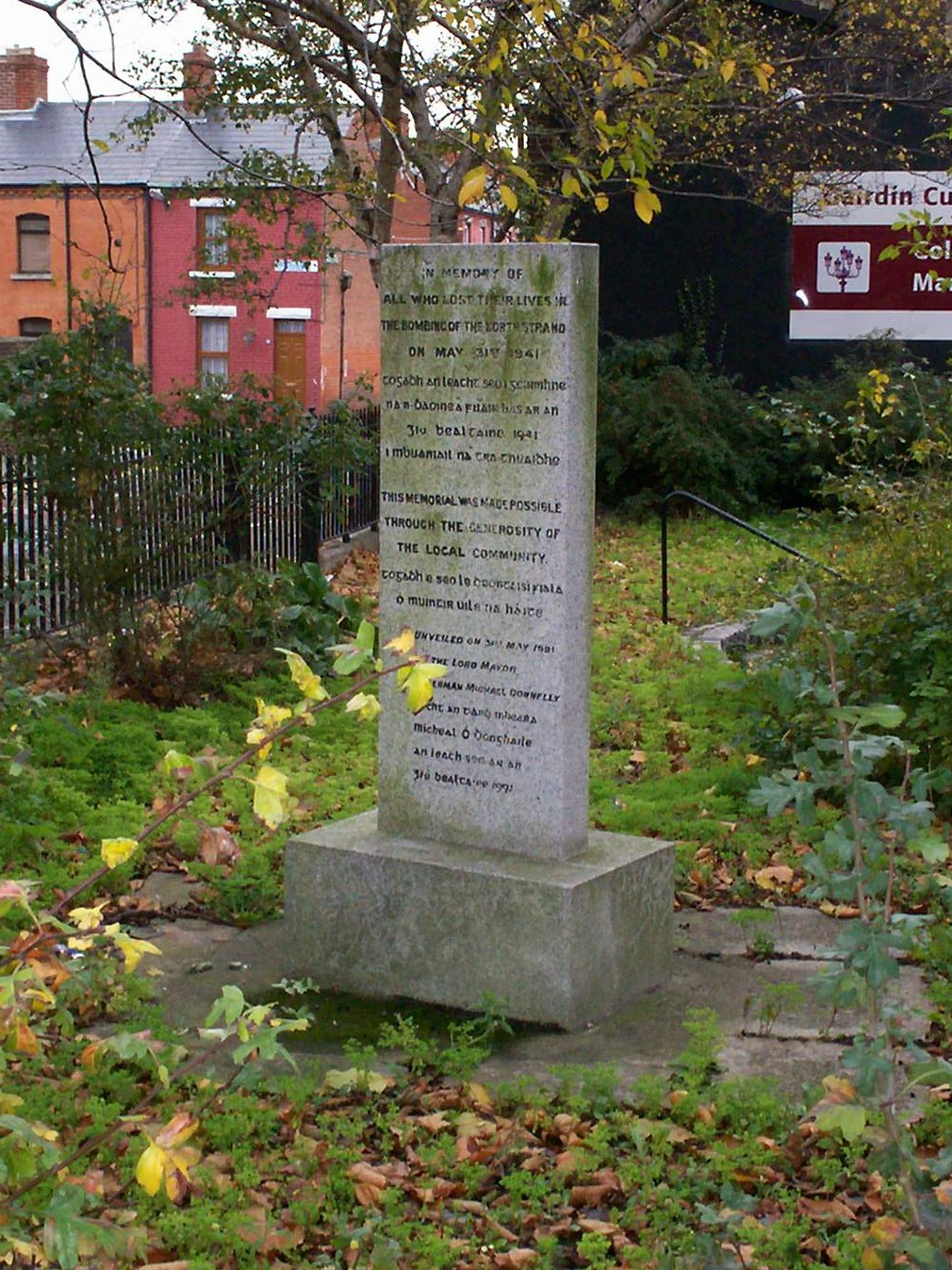
ノース・ストランド空襲記念碑

1941年5月31日、ダブリン北部にドイツ軍の爆弾が4発落ちた 。
夜、アイルランド軍の監視員がドイツ軍機の大群を発見し、サーチライトを点灯して追跡した。ドイツ軍機は編隊を組んでおらず、蛇行しながら単独飛行しており、中には旋回している物もあったという。ドイツ軍機がダブリン上空を立ち去らず、不規則飛行を続けていたため、アイルランド軍は警告用の照明弾を発射した。最初はパイロットにアイルランド国旗の色を示す3発の照明弾で中立国の上空にいる事を知らせ、続けて数発の赤い照明弾でアイルランドの空域を立ち去らなければ砲撃を行う事を警告した。15分が経過した所で発砲の指示が出され、アイルランド軍の高射砲が爆撃機に向けて発射されたが、 アイルランドの防空力は弱く、砲手の練度も不十分であった。高射砲の砲弾は爆撃機を破壊する事が可能であったが、目標に命中させられず、爆撃機は午前1時28分に爆弾を投下するまで、ほぼ1時間の間、砲撃を受けながら飛行を続けた。1分後には2発目が投下され、さらにその2分後には3発目が投下された。その後、ダブリンの空域を離れたドイツ機と残り続けたドイツ機に分かれ、高射砲も沈黙した。北に向かったドイツ機1機がコリンズタウン上空で対空砲によって砲撃された後向きを変え、再びダブリン上空に現れ、時折低空で急降下しながら街を一周しはじめた。再びはじまった高射砲の砲撃やサーチライトの光をかわしながら30分近く飛行を続け、低空飛行で機銃掃射を行い、午前2時5分に爆弾を投下・着弾した。
数分以内に投下された最初の爆弾3発の内、1発はバリーボー地域に落ち、サマーヒルパーク43番地と44番地にある2軒の家を破壊し、大勢の人を負傷させたが、死者はなく、もう1発はフェニックス・パークの動物園近くのドッグポンドのポンプ場に落下した。 犠牲者はなかったが、アイルランド大統領の公邸であるアーレス・アン・ウフタランが被害を受けた。3発目はサマーヒル近くのノース・サーキュラー・ロードに大きなクレーターを作ったが、やはり負傷者は出なかった。その約30分後に投下された最後の4発目の爆弾は、ノース・ストランドに落ちて、28人が死亡、17軒の家屋が破壊され、約50軒の家屋が大破したが、最も被害が大きかったのはセビリア・プレイスとニューコメン・ブリッジの間の地域だった。28人の死者に加え、90人が負傷し、約300棟の家屋が倒壊・損壊し、約400人が住む家を失った。
6月5日、エイモン・デ・ヴァレラ首相やその他の政府関係者が出席して、犠牲者12人の葬儀が盛大に行われ、その同じ日、デ・ヴァレラはドイル・エアランで演説を行った。
戦後、西ドイツは誤爆の責任を認め、1958年までにマーシャル・プランの援助金を使って327,000ポンドの賠償金を支払った。2,000件以上の賠償請求がアイルランド政府によって処理され、最終的な賠償額は344,000ポンドに達した。1941年時点でナチス・ドイツの一部だった東ドイツとオーストリアは賠償金の支払いを分担しなかった。1953年のロンドン債務協定で金額が確定し、最大限の補償が可能になった。

#### 誤爆の原因
時間の経過と共に、この誤爆の理由がいくつか主張されてきた。国民啓蒙・宣伝省が運営するドイツのラジオ放送は「ドイツ軍が意図的にダブリンを爆撃する事はありえない」と述べた。アイルランドの領空は繰り返し侵犯を受けており、連合軍とドイツ軍双方の飛行士がカーラ・キャンプに収容されていた。後に空襲に参加した誘導者のひとりが語っているように、航法上のミスや目標を間違えた事が原因として考えられる。ダブリン同様アイリッシュ海を挟んでグレートブリテン島と向き合うベルファストを含む、イギリスの数多くの大都市が爆撃の標的となった。戦時中のドイツの謝罪と戦後のドイツの賠償金支払いの根拠として、誤爆の原因がドイツ空軍飛行士の航行ミスであった事を示すさらなる証拠が挙げられている。
またもうひとつの要因として、1941年4月にドイツがベルファスト空襲で、イギリスの一部であるベルファストに大規模な爆撃を行った事も考えられる。これを受けて、アイルランドはベルファストに救助隊や消防隊を派遣して支援した。デ・ヴァレラはドイツ政府に正式に抗議すると共に「彼らは我々の仲間」という有名な演説を行ったのである。この爆撃はアイルランドが参戦する事に対する警告だったとする説もある。アイルランドの防衛措置調整大臣であるフランク・エーケンのはとこにあたるエドワード・フリン大佐が、ベルファストからの避難民が到着するダブリンのアミアン・ストリート駅が爆撃されるとホーホー卿がアイルランドに警告していた事を思い出し、語った事で、この説はさらに信憑性を増した。現在ダブリン・コノリー駅と呼ばれるこの駅は、爆撃で最大の被害を受けたノース・ストランド・ロードから数百メートルの位置にある。 同様にフリンは7月4日のドイツ軍によるダンドーク爆撃も、ダンドークがアイルランドからイギリスに輸出される牛の出荷元である事の懲罰として、ホーホー卿が事前に警告していたと主張した。
戦後、ウィンストン・チャーチルは「1941年5月30日夜のダブリン爆撃は、我々が "Y "に干渉した事による予期も意図もしない結果だったかもしれない」と語っている。彼の発言は電子戦の事を指しており、Yとはドイツ空軍が爆撃機を目標に導くため用いていた方向探知用の無線信号の事である。しかし、この技術は1941年半ば時点では十分な物ではなく、爆撃機の信号受信能力を制限する事しかできなかった。